# Radicipes gracilis
Radicipes gracilis is een zachte koraalsoort uit de familie Chrysogorgiidae. De koraalsoort komt uit het geslacht Radicipes. Radicipes gracilis werd in 1884 voor het eerst wetenschappelijk beschreven door Verrill.